# 円城寺 (飛騨市神岡町殿)
臨済宗妙心寺派天照山円城寺(えんじょうじ)は岐阜県飛騨市神岡町殿にある寺院。神岡町船津には山号、寺号、開基が本寺と同じ曹洞宗の円城寺があるため、地名を冠して殿円城寺とも呼ばれる。飛騨三十三観音霊場22番札所。

## 歴史
承久3年(1221年)に飛騨に地頭として入部した江馬輝経が自らの念持仏を本尊として建立したと伝わる。
円城寺は大徳寺派の寺院として北飛騨の支配者となった江馬氏の外護の下で繁栄したが、江馬氏が三木氏に追い落とされて滅びると没落した。
その後飛騨の太守となった金森氏の2代目金森可重の室、桂松院は江馬氏の縁者であったため祖先の菩提寺である円城寺を高山の臨済宗妙心寺派宗猷寺の開祖南叟宗安を招いて中興した。
寺宝として円空作の不動明王像と薬師如来坐像を所蔵するほか、境内に江馬輝経の墓がある。